# Kingskerswell
Kingskerswell är en ort och civil parish i Storbritannien.   Den ligger i grevskapet Devon och riksdelen England, i den södra delen av landet, 270 km väster om huvudstaden London. Kingskerswell ligger 34 meter över havet och antalet invånare är 4 727.
Terrängen runt Kingskerswell är huvudsakligen platt, men norrut är den kuperad. Runt Kingskerswell är det mycket tätbefolkat, med 1 135 invånare per kvadratkilometer. Närmaste större samhälle är Newton Abbot, 3,9 km nordväst om Kingskerswell. Trakten runt Kingskerswell består i huvudsak av gräsmarker.